# Tucker & Dale vs Evil
Tucker & Dale vs Evil (no Brasil: Tucker e Dale Contra o Mal) é um filme canadense de 2010, do gênero comédia de terror, escrito e dirigido por Eli Craig. O filme é estrelado por Alan Tudyk, Tyler Labine e Katrina Bowden.

## Sinopse
Trata-se de um filme de comédia simples e de baixo orçamento, com elementos praxes dos filmes de terror: jovens estudantes fazendo farra, cabana suspeita no meio da floresta, lenda local sobre massacres, todo aquele clima de região deserta e com ar de mistério.
Tucker e Dale são dois amigos caipiras, humildes e bem-intencionados, que só querem passar uma folga pescando, bebendo cerveja e reformando a cabana que eles acabaram de comprar na Virgínia Ocidental, no fundo de uma floresta e em estado precário. Infelizmente, os dois são confundidos, ou melhor, são estereotipados como possíveis assassinos por alguns estudantes. A partir daí, sem entender nada, eles serão acuados como presas, apesar de que a sorte sempre está ao lado deles.
Sem muito estardalhaço, Tucker & Dale vs Evil mostra que o grande vilão é resultado do psicológico das pessoas, e como uma lição, fica para o espectador que o mal surge, muitas vezes, da arrogância, prepotência, preconceito e falta de diálogo de alguns humanos.

## Elenco
- Alan Tudyk como Tucker
- Tyler Labine como Dale
- Katrina Bowden como Allison
- Jesse Moss como Chad
- Chelan Simmons como Chloe
- Philip Granger como Sheriff
- Brandon Jay McLaren como Jason
- Christie Laing como Naomi
- Travis Nelson	como Chuck
- Alex Arsenault como Todd
- Adam Beauchesne como Mitch
- Joseph Allan Sutherland como Mike
- Karen Reigh como Cheryl
- Tye Evans como pai do Chad
- Bill Baksa como BJ Hillbilly
- Shaun Tisdale	como Killer Hillbilly #2
- Sasha Williams como Repórter

## Produção
A produção começou em junho de 2009 com a escalação dos atores. A filmagem começou um mês mais tarde, em Calgary, Alberta. Em outubro de 2009 a pós-produção seguiu na Colúmbia Britânica, e foi lançado as primeiras imagens como parte da American Film Market. Em 31 de outubro de 2009, o primeiro trailer foi liberado.

## Lançamento
O filme estreou em 22 de janeiro de 2010 no Festival Sundance de Cinema e estave no dia 12 de março de 2010 no South by Southwest. O filme foi distribuído pela Magnolia, recebendo um lançamento limitado nos cinemas dos EUA, a partir do dia 30 de setembro de 2011. Em sua semana de estréia, o filme arrecadou $52,843, mundialmente o filme arrecadou cerca de $4,216,827.

## Recepção
Apesar de uma edição limitada, Tucker & Dale vs Evil foi universalmente bem recebido pela crítica. O filme tem uma classificação de 87% no Rotten Tomatoes baseado em 86 opiniões.
Todd Gilchrist falou sobre o filme.